# 锡兰菲策吸虫
锡兰菲策吸虫（学名：Fischoederius ceylonensis）为腹袋科菲策属的动物。分布于斯里兰卡以及中国大陆的福建等地，营寄生生活，宿主黄牛以及寄生于瘤胃。